# Немнырлаг
Немны́рский исправи́тельно-трудово́й ла́герь (Немнырла́г) — подразделение, действовавшее в системе исправительно-трудовых учреждений СССР.

## История
Немнырлаг организован 29 ноября 1951 года. Управление Немнырлаг располагалось первоначально в посёлке Чульман, а позднее в посёлке Томмот, Якутская АССР. В оперативном командовании подчинялся Главному управлению слюдяной промышленности.
Максимальное единовременное количество заключённых достигало 2400 человек.
Немнырлаг закрыт 29 апреля 1953 года.

## Производство
Основным видом производственной деятельности заключённых была добыча слюды, строительные и сельскохозяйственные работы.

## Начальники лагеря
- П. С. Войнилович (1951-1953)
- А. Х. Карсанов (1953)